# Blenina fumosa
Blenina fumosa är en fjärilsart som beskrevs av Swinhoe 1903. Blenina fumosa ingår i släktet Blenina och familjen trågspinnare. Inga underarter finns listade i Catalogue of Life.